# Tanytarsus seosanensis
Tanytarsus seosanensis är en tvåvingeart som beskrevs av Ree och Kim 2003. Tanytarsus seosanensis ingår i släktet Tanytarsus och familjen fjädermyggor.
Artens utbredningsområde är Sydkorea. Inga underarter finns listade i Catalogue of Life.